# ميخائيل اكيرز
ميخائيل اكيرز (بالإنجليزية: Michael Akers)‏ هو كاتب سيناريو ومنتج أفلام ومونتير ومخرج أمريكي، ولد في 5 سبتمبر 1970 في Ephrata, Pennsylvania ‏ في الولايات المتحدة.

## وصلات خارجية
- ميخائيل اكيرز على موقع IMDb (الإنجليزية)
- ميخائيل اكيرز على موقع أول موفي (الإنجليزية)
- ميخائيل اكيرز على موقع قاعدة بيانات الفيلم (الإنجليزية)
- ميخائيل اكيرز على موقع كينوبويسك (الروسية)